# Acanthophoenix rubra
La "barbel palm" (Acanthophoenix rubra) es una especie en peligro crítico perteneciente a la familia de las arecáceas. Son muy apreciadas  por su palmito comestible, corazón de palmito.

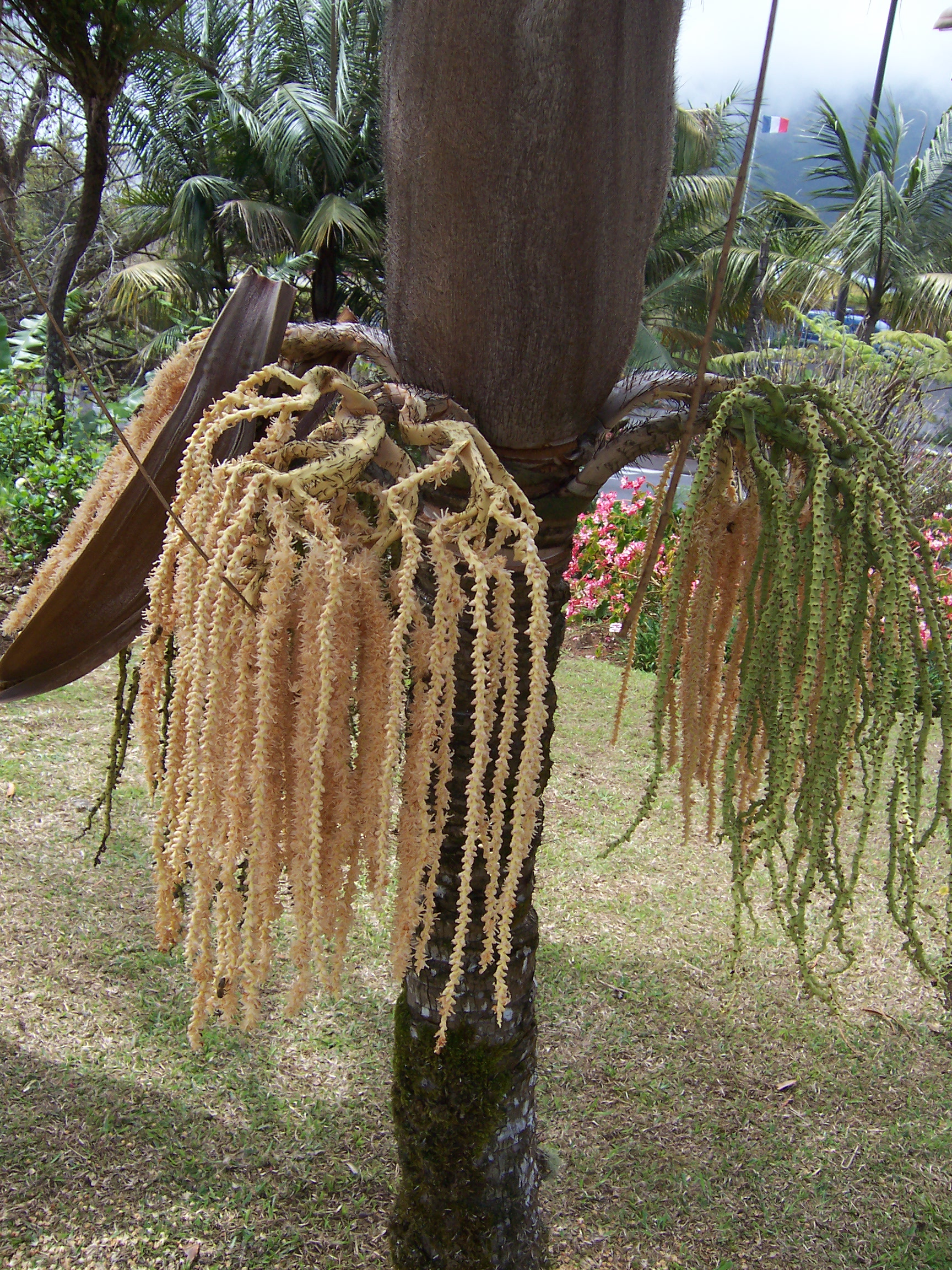
Detalle de las flores

## Descripción
Puede alcanzar hasta los 12 m de altura.  El tronco es delgado, con 18 cm de diámetro. La corona tiene alrededor de 10 hojas de aproximadamente 3 metros.
En su lista de 1995 de plantas con semillas, Rafaël Herman Anna Govaerts considera A.crinita como un sinónimo de Acanthophoenix rubra ,  al igual que Govaerts y John Dransfield en su lista 2005.  Sin embargo, en su revisión del género, N.Ludwig ha reconocido A. crinita  como una especie separada.

## Amenazas
La palma Barbel está en peligro debido a la destrucción del hábitat para dar paso a las plantaciones de caña de azúcar, y por su alto valor como plantas comestibles y medicinales. El palmito es un manjar exquisito.  Alrededor de 150 palmeras se producen en la naturaleza en Mauricio.  Es ampliamente cultivada.

## Taxonomía
Esta palmera fue descrita como Areca rubra por el naturalista francés Jean Baptiste Bory de Saint-Vincent en 1804 y clasificada por el botánico alemán Hermann Wendland en su propio género Acanthophoenix en 1867. Fue publicado en Flore des Serres et des Jardins de Paris 2(6): 181. 1866.
Etimología
Acanthophoenix: nombre genérico que combina las palabras griegas Akanthos y phoenix para "espina" y "palmera".
rubra: epíteto latino que significa "roja".
Sinonimia
- Areca rubra Bory, Voy. îles Afrique 1: 306 (1804).
- Areca crinita Bory, Voy. îles Afrique 1: 307 (1804).
- Sublimia centennina Comm. ex Mart., Hist. Nat. Palm. 3: 174 (1838), nom. inval.
- Areca cincta Walp., Ann. Bot. Syst. 5: 808 (1860).
- Calamus dealbatus H.Wendl. in O.C.E.de Kerchove de Denterghem, Palmiers: 236 (1878).
- Calamus verschaffeltii H.Wendl. in O.C.E.de Kerchove de Denterghem, Palmiers: 238 (1878).
- Areca herbstii W.Watson, Gard. Chron., n.s., 22: 426 (1884).[2]